# Штефан Штайвеґ
Штефан Штайвеґ (нім. Stefan Steinweg, 24 лютого 1969) — німецький велогонщик.
Олімпійський чемпіон 1992 року в командній гонці переслідування.
Чемпіон світу з трекових велоперегонів 1991 (командна гонка переслідування), 2000 (медісон) років, срібний призер 1990 (командна гонка переслідування), 2000 (індивідуальна гонка переслідування) років, бронзовий призер 1998 (медісон), 2001 (індивідуальна гонка переслідування), 2002 (скретч) років.